# Moebius 256 301
Moebius 256 301 is een studioalbum van Pierre Salkazanov alias Zanov.

## Geschiedenis
Het album verscheen in de periode dat Jean Michel Jarre met zijn Oxygène kwam en net was getekend door Polydor. Dat album was een doorbraak in de elektronische muziek en Jarre bespeelde daarop veelvuldig de ARP 2600-synthesizer. Zanov had in 1976 zijn album Green ray uitgebracht, dat naar traditie van de Berlijnse School voor elektronische muziek vier lange(re) tracks bevatte. Polydor drong erbij Zanov op aan, dat hij voor de opvolger wat kortere nummers schreef, die ook op single uitgebracht konden worden en zo de verkoop van het album zouden stimuleren. De beide nummers met de titel Moebius belandden nog wel op een promosingle, maar daar bleef het bij. Salkazanov bespeelt ARP 2600, ARP Sequencer, EMS VCS 3 en R.M.I. Harmonic. Daar waar Jarre wereldberoemd werd, belandde Zanov in de vergetelheid, mede doordat hij zijn carrière in de muziek al snel afbrak. In 2017 bracht Groove Unlimited het album op compact disc uit. 

## Muziek
De lengtes van de nummers zijn afkomstig van de originele elpee, zodat de titel van het album en titels van de twee Moebiustracks verklaard zijn. De uitgave van Groove vermeldde de tijdsduren, die tussen haakjes genoteerd zijn. 

| Nr. | Titel                                                 | Duur          |
| --- | ----------------------------------------------------- | ------------- |
| 1.  | Moebius 256                                           | 2:56 (3:03)   |
| 2.  | Moebius 301                                           | 3:01 (3:10)   |
| 3.  | Enygma                                                | 2:55 (3:02)   |
| 4.  | Plénitude                                             | 12:16 (12:08) |
| 5.  | An zéro                                               | 18:50 (18:32) |
| 6.  | Moebius 256 (langere versie alleen bij Groove-versie) | (6:20)        |